# جیمز جونال
جیمز جونال (انگلیسی: James Juvenal; ۱۲ ژانویهٔ ۱۸۷۴ – ۱ سپتامبر ۱۹۴۲) قایقران روئینگ اهل ایالات متحده آمریکا بود.